# Articolo partitivo
In grammatica, l'articolo partitivo è utilizzato per introdurre una quantità imprecisata:
- Ho trovato dei fichi a poco prezzo.
- A volte passo delle giornate proprio impossibili.
- Vorrei delle mele, degli spinaci e dei pomodori.

Deve il suo nome al fatto che indica normalmente la parte di un insieme. È usato in lingue romanze come il francese e l'italiano.

## Partitivo in italiano
L'articolo partitivo si forma, analogamente ad una preposizione articolata, con la preposizione di accompagnata dalle varie forme dell'articolo determinativo, che variano a seconda del genere, del numero e del suono che le segue (per le varie forme, vedi voce sull'articolo determinativo):
|           | maschile                                | femminile                  |
| --------- | --------------------------------------- | -------------------------- |
| singolare | - del pane - dello zucchero - dell'olio | - della carne - dell'acqua |
| plurale   | - dei fichi - degli spaghetti           | - delle arance             |

Si distingue in genere tra uso al singolare (molto meno frequente) e al plurale (più comune).
Il partitivo singolare indica una quantità non precisata di un elemento considerato non numerabile:
- Vorrei del vino fruttato
- I viaggiatori presero della grappa a poco prezzo ed andarono via

Al plurale, invece, il partitivo indica una quantità indeterminata di un elemento numerabile:
- Ho visto dei bambini.

In questo caso, viene considerato come forma plurale dell'articolo indeterminativo.
Mentre gli articoli determinativi hanno una forma plurale, gli articoli indeterminativi non ne dispongono, quindi se si devono indicare genericamente degli oggetti al plurale, si usa un articolo partitivo oppure un aggettivo indefinito, come alcuni o qualche ("alcuni libri", "qualche libro").
Alcuni sostantivi possono essere considerati tanto come numerabili (prendo dei caffè) quanto come non numerabili (prendo del caffè).
L'uso del partitivo è stato preso di mira dai puristi fin dall'Ottocento. Tuttora è abbastanza diffusa la convinzione che si tratti di un prestito linguistico dalla lingua francese, anche se è stato dimostrato che il partitivo è attestabile fin dal Medioevo nella letteratura italiana di maggior prestigio.
Vero è invece che se in francese il partitivo è spesso insostituibile, in italiano può essere invece omesso. Per esempio viene spesso sconsigliato l'accostamento tra una preposizione e l'articolo partitivo (che non sempre dà buoni risultati), oppure il suo uso combinato a parole astratte. Anche la ripetizione del partitivo in lunghe enumerazioni può risultare indesiderata a causa della ripetizione continua delle sue varie forme. D'altro canto, l'omissione del partitivo non dà sempre risultati veramente soddisfacenti (vedi esempio):
- Ho comprato delle albicocche veramente eccezionali.

Nell'enunciato proposto come esempio, si desidera accompagnare il nome con un aggettivo e creare una caratterizzazione (viene infatti caratterizzato un certo tipo di albicocche).
Laddove non sarebbe opportuno ometterlo, il partitivo può comunque essere almeno sostituito da espressioni di volta in volta diverse a seconda del contesto.

## Partitivo in francese
A differenza dell'italiano, il francese prevede un uso molto frequente del partitivo; esso è sistematico quando si indica una quantità indeterminata oppure la parte di un tutto. Le sue forme singolari davanti a consonante sono du per il maschile e de la per il femminile.
- Je mange du pain (mangio pane / del pane / il pane)
- Je bois de la bière (bevo birra / della birra / la birra).

Davanti a vocale o h muta, il partitivo singolare è de l', tanto per il maschile quanto per il femminile. 
- Je mange de l'ananas (mangio ananas / dell'ananas / l'ananas)
- Je bois de l'eau (bevo acqua / dell'acqua / l'acqua).

La forma plurale, riservata ai sostantivi numerabili, è des, sia per il maschile che per il femminile
- Je mange des pommes (mangio mele / delle mele / le mele).

Si ripropongono nella tabella gli stessi esempi riportati in italiano (la parola figues, 'fichi', passa dal maschile al femminile):
|           | maschile                          | femminile                  |
| --------- | --------------------------------- | -------------------------- |
| singolare | - du pain - du sucre - de l'huile | - de la viande - de l'eau  |
| plurale   | - des spaghettis                  | - des figues - des oranges |

Alcune regole piuttosto importanti distinguono le forme e l'uso del partitivo francese da quelle del partitivo italiano:
1) In combinazione con la negazione in genere resta solo de
- Je n'ai pas de mots (non ho parole)
- Je n'ai pas de femme (non ho moglie),

a meno che non si voglia contrapporre il sostantivo ad altri:
- Je ne bois pas du thé vert, mais du thé à la menthe (non bevo tè verde, ma della menta).

2) Prima di un aggettivo al plurale si usa solo de:
- De belles femmes (delle belle donne)
- J'ai d'autres idées (ho delle altre idee)

Come mostra questo esempio, de viene abbreviato in d' davanti a vocale oppure h muta.
Se un aggettivo e un sostantivo sono utilizzati come un unico vocabolo, si utilizza il partitivo come se fosse un sostantivo semplice:
- J'ai acheté des petits pois (ho comprato dei piselli)
- J'ai vu des jeunes hommes (ho visto dei ragazzi)

3) Come accennato, in francese l'articolo partitivo non può essere semplicemente omesso.
L'articolo partitivo viene omesso:
1) se il nome è preceduto dalla preposizione avec (con) introducente un complemento di modo:
- Il travaille avec enthousiasme;

2) se nella frase negativa ci sono i correlativi ni....ni (cfr. ital. : né...né):
- Il n'a ni frères ni soeurs;

3) se il nome è accompagnato da sans (senza):
- Je te parlerai sans ambiguité;

4) con certe locuzioni: avoir faim, avoir soif, avoir raison, avoir tort, avoir sommeil, perdre patience ecc.
Un caso completamente a sé stante costituisce invece l'uso della preposizione de dopo gli avverbi di quantità: beaucoup de (molto/i/a/e), peu de (poco/pochi/poca/poche), trop de (troppo/i/a/e).